# Chi ha bisogno di Tenchi? Tenchi Muyo
Chi ha bisogno di Tenchi? Tenchi Muyo (天地無用! 魎皇鬼?, Tenchi muyō! Ryōōki), è una serie manga giapponese, disegnato da Hitoshi Okuda e serializzato in Giappone tra il 1994 e il 2000 in 12 tankōbon. Si tratta del primo manga tratto dal franchise Chi ha bisogno di Tenchi?. In Italia è stato pubblicato parzialmente da Marvel Manga a partire da giugno 1997 per un totale di 14 volumetti di dimensione ridotta che corrispondono ai primi 7 tankōbon giapponesi, con senso di lettura all'occidentale.

## Lista volumi
| Nº Ja | N° It | Titolo italiano | Data di prima pubblicazione | Data di prima pubblicazione |
| Nº Ja | N° It | Titolo italiano | Giapponese                  | Italiano                    |
| 1     | 1-2   | Tenchi Muyo 1 Tenchi Muyo 2 | 1994                        | giugno 1997 luglio 1997     |
| 1     | 1-2   | Capitoli - Storie di Tenchi 01: Stirpe ( ?) - Storie di Tenchi 02: Attacco a sorpresa ( ?) - Storie di Tenchi 03: Incontro ( ?) - Storie di Tenchi 04: Saccheggio ( ?) - Storie di Tenchi 05: L'esercizio è un buon maestro ( ?) - Storie di Tenchi 06: Una bella sgridata ( ?) - Storie di Tenchi 07: Relazioni ( ?)                             |                             |                             |
| 2     | 3-4   | Tenchi Muyo 3 Tenchi Muyo 4 | 1995                        | agosto 1997 settembre 1997  |
| 2     | 3-4   | Capitoli - Storie di Tenchi 08: Uno sguardo lontano ( ?) - Storie di Tenchi 09: Shake, rattle, 'n' roll ( ?) - Storie di Tenchi 10: Sciocchi sentimentali ( ?) - Storie di Tenchi 11: Dimora degli arditi ( ?) - Storie di Tenchi 12: La fine del gioco ( ?) - Storie di Tenchi 13: L'influenza ( ?) - Storie di Tenchi 14: Lezioni di guida ( ?) |                             |                             |
| 3     | 5-6   | Tenchi Muyo 5 Tenchi Muyo 6 | 1995                        | ottobre 1997 novembre 1997  |
| 3     | 5-6   | Capitoli - Storie di Tenchi 15: Sangue freddo ( ?) - Storie di Tenchi 16: Evviva! ( ?) - Storie di Tenchi 17: Legami ( ?) - Storie di Tenchi 18: Distruzione ( ?) - Storie di Tenchi 19: Magical Girl Pretty Sammy (premessa) ( ?) - Storie di Tenchi 20: Magical Girl Pretty Sami (conclusione) ( ?)                                             |                             |                             |
| 4     | 7-8   | Tenchi Muyo 7 Tenchi Muyo 8 | 1995                        | dicembre 1997 gennaio 1998  |
| 4     | 7-8   | Capitoli - Storie di Tenchi 21: Rivalità ( ?) - Storie di Tenchi 22: Che sia la fine?! ( ?) - Storie di Tenchi 23: Scontri ( ?) - Storie di Tenchi 24: Incontri ( ?) - Storie di Tenchi 25: Con la forza ( ?) - Storie di Tenchi 26: Trasformazione ( ?)                                                                                          |                             |                             |
| 5     | 9-10  | Tenchi Muyo 9 Tenchi Muyo 10 | 1995                        | febbraio 1998 marzo 1998    |
| 5     | 9-10  | Capitoli - Storie di Tenchi 27: Abbraccio ( ?) - Storie di Tenchi 28: Prigionieri ( ?) - Storie di Tenchi 29: Libero ( ?) - Storie di Tenchi 30: Perdono ( ?) - Storie di Tenchi 31: Risveglio ( ?) - Storie di Tenchi 32: Generosità ( ?) - Storie di Tenchi 33: Contrattacco ( ?)                                                               |                             |                             |
| 6     | 11-12 | Tenchi Muyo 11 Tenchi Muyo 12 | 1996                        | aprile 1998 maggio 1998     |
| 6     | 11-12 | Capitoli - Storie di Tenchi 34: Scoraggiarsi ( ?) - Storie di Tenchi 35: Alla riscossa! ( ?) - Storie di Tenchi 36: Duello ( ?) - Storie di Tenchi 37: Vendetta ( ?) - Storie di Tenchi 37: Vendetta (seconda parte) ( ?) - Storie di Tenchi 38: Capovolgimento ( ?) - Storie di Tenchi 39: Epilogo ( ?)                                          |                             |                             |
| 7     | 13-14 | Tenchi Muyo 13 Tenchi Muyo 14 | 1996                        | giugno 1998 luglio 1998     |
| 7     | 13-14 | Capitoli - Storie di Tenchi 40: Sconfitta ( ?) - Storie di Tenchi 41: Galateo ( ?) - Storie di Tenchi 42: In televisione ( ?) - Storie di Tenchi 43: Esame a sorpresa ( ?) - Tenchi Muyo! In love ( ?) |                             |                             |